# Free Fall
Free Fall е студиен албум на американската джаз фюжън група Dixie Dregs, издаден през 1977 г. от Capricorn Records. На практика това е първият им издаден албум, тъй като „The Great Spectacular“, въпреки че е записан през 1975 официално излиза през 1997 г.

## Състав
- Стив Морз – китара, банджо, клавишни
- Анди Уест – бас
- Алън Суоан – струнни, цигулка, виола, електрическа цигулка
- Стефан Давидовски – клавишни
- Род Моргенщайн – перкусия, барабани